# Haplogroupe T (ADNmt)

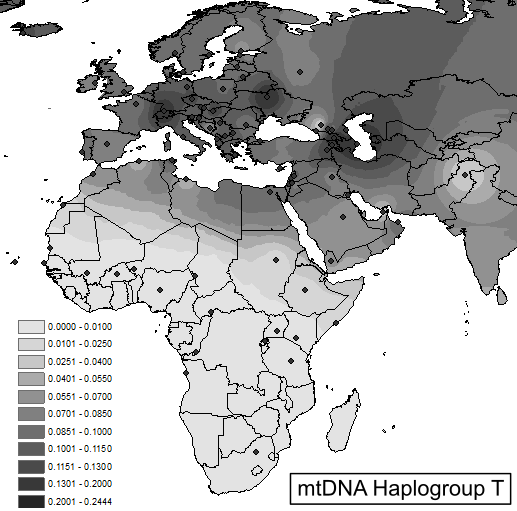
Fréquence de l'haplogroupe T

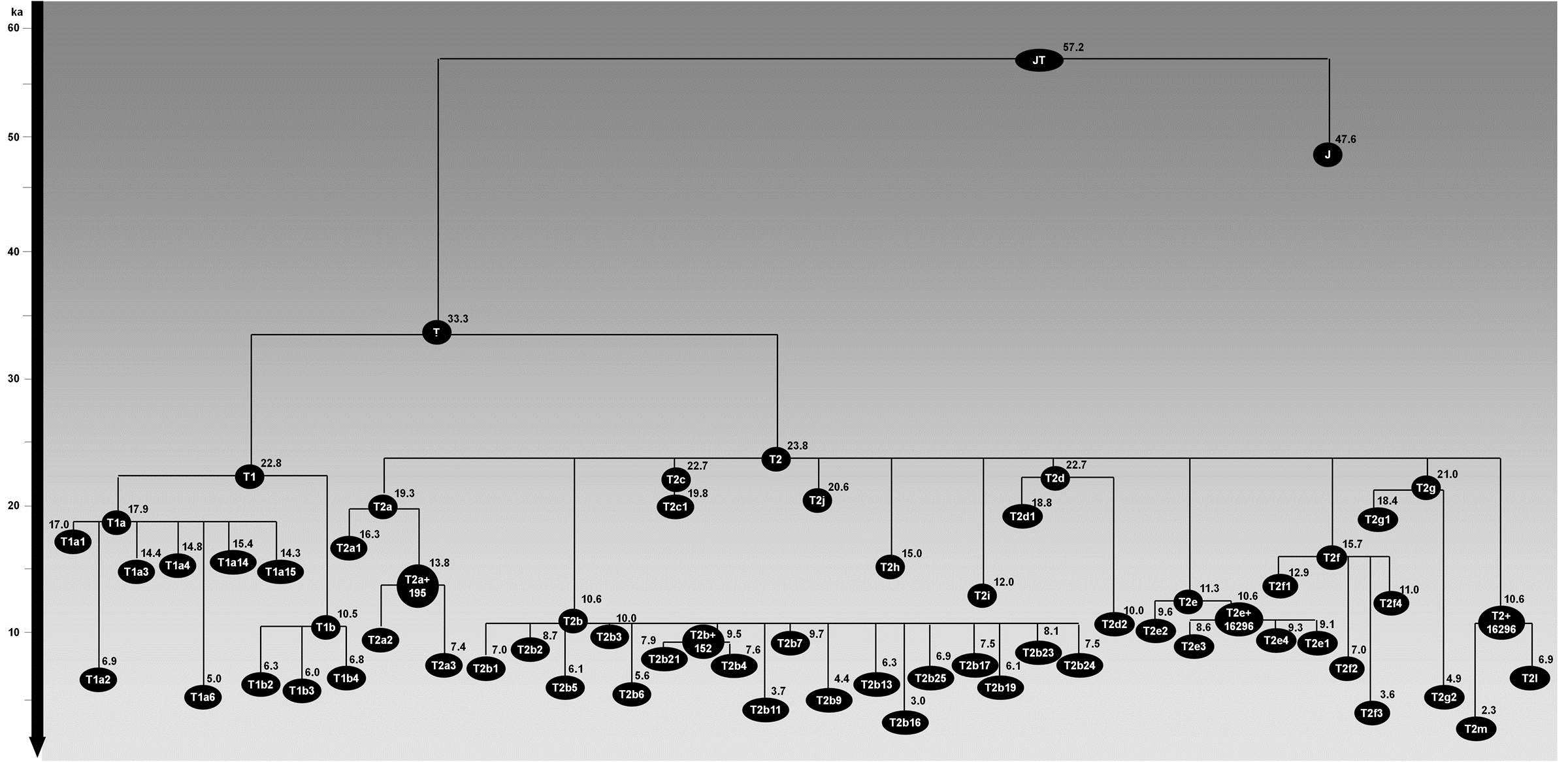
Arbre schématique de l'haplogroupe de l'ADNmt T. Les âges (en kiloannées, ka) indiqués sont les estimations du maximum de vraisemblance obtenues pour le génome complet.

Pour les articles homonymes, voir Haplogroupe T.
L'haplogroupe T est un haplogroupe du génome mitochondrial humain (ADNmt), présent dans toute l'Europe, en Afrique du Nord, et de l'Asie centrale à la Sibérie. Il est aussi présent en Inde et dans le Nord-Ouest de la Chine (Xinjiang). Cet haplogroupe ne comporte que deux sous-clades, T1 et T2, qui se seraient séparés il y a plus de 30 000 ans. Ces deux haplogroupes ont des aires de répartition assez complémentaires.

## Archéogénétique
Wilde et al. (2014) ont testé des échantillons d'ADNmt d'individus associés à la culture Yamna, la culture à l'origine de l'Indo-européen commun. Ils ont trouvé T2a1b dans la région de la moyenne Volga et en Bulgarie, et T1a à la fois dans le centre de l'Ukraine et autour du cours moyen de la Volga. La fréquence des échantillons T1a et T2 dans les échantillons de Yamna était de 14,5 %,, un pourcentage plus élevé que dans n'importe quel pays actuel et qui ne se trouve en de telles proportions que parmi les Oudmourtes de la région Volga-Oural.

## T1
La part de la population appartenant à l'haplogroupe T1 dépasse 8 % en Roumanie, dans la vallée du Nil et au Kurdistan.

## T2
Cet haplogroupe est présent dans plus de 8 % de la population dans la région de Saragosse (où T1 est sous-représenté), en Hollande, en Italie, surtout sur les rives de l'Adriatique.

### T2b
L'haplogroupe T a été découvert parmi des spécimens ibéromaurusiens datant de l'Épipaléolithique, sur le site préhistorique d'Afalou, en Algérie. Un individu, daté d'environ 15 000 ans, était porteur de la sous-clade T2b. Cette découverte indique que l'haplogroupe T2 était présent en Afrique du Nord bien avant la diffusion de l'agriculture.

## Arbre phylogénétique
Cet arbre phylogénétique des sous-clades de l'haplogroupe T est basé sur l'article de van Oven 2009 et les recherches publiées ultérieurement. Seuls les trois premiers niveaux de sous-clades (branches) sont reportés.
- T
  - T1
    - T1a
      - T1a1

    - T1b

  - T2
    - T2a
      - T2a1

    - T2b
      - T2b1
      - T2b2
      - T2b3
      - T2b4
      - T2b5
      - T2b6

    - T2c
      - T2c1

    - T2d
    - T2e
      - T2e2

    - T2f
      - T2f1

    - T2g

## Porteurs célèbres
Le dernier Tsar russe, Nicolas II, était porteur de l'haplogroupe T2.